# Chaufførens Hemmelighed
Chaufførens Hemmelighed er en dansk stumfilm fra 1913 produceret af Kinografen. Filmens instruktør er ukendt. 
Filmen havde dansk premiere den 23. januar 1913 i Kinografens egen biograf på Frederiksberggade i København.

## Handling
Denne artikel mangler et handlingsreferat. Hjælp os med at skrive det.

## Medvirkende
- Anton de Verdier - John Bang, grosserer
- Johanne Fritz-Petersen - Kate Holm, Johns forlovede
- Charles Løwaas - Meyer, børsagent
- Holger Reenberg - Victor, chauffør